# 탑돌이
탑돌이는 불교 문화의 하나로 한국의 민속놀이이기도 하다.
불교에서는 석가모니가 입적하자 그 유골을 8개의 탑 속에 나누어 두었다고 한다. 이후 불탑(佛塔)이 건립되었고, 재료에 따라 목탑·석탑·철탑(鐵塔)·전탑(塼塔) 등이 있다. 한국에는 석탑이 제일 많고 목탑으로는 속리산 법주사 팔상전이 있을 뿐이다. 불교의 재(齋)를 지내거나 의식이 있을 때는 승려와 신도들은 불탑의 둘레를 돌면서 부처의 공덕을 찬미하고 소원을 빈다. 이때에 범음(梵音)·범패(梵唄)가 울려 퍼지고 때에 따라 삼현육각(三弦六角)도 등장했다. 달밝은 보름밤에 재가 끝나면 선남선녀들이 탑을 돌며 흥을 돋우기 위하여 춤을 추면서 자기 소원을 부처님께 비는 것을 잊지 않는다. 원래 탑돌이는 남몰래 염원을 하기 위한 것이었으나 사람들이 참가하게 됨에 따라 어느덧 즐거운 놀이로 변하고, 4월 초파일이나 중추가절에 모여서 노는 놀이로 변모했다.